# G.I. Honeymoon
G.I. Honeymoon is een Amerikaanse filmkomedie uit 1945 onder regie van Phil Karlson.

## Verhaal
Een jonge soldaat en zijn kersverse bruid willen hun huwelijk consummeren. Ze worden hierin voortdurend gestoord door onvoorziene opdrachten van het Amerikaanse leger.

## Rolverdeling
| Acteur           | Personage                |
| ---------------- | ------------------------ |
| Gale Storm       | Ann Gordon               |
| Peter Cookson    | Luitenant Bob Gordon     |
| Arline Judge     | Flo LaVerne              |
| Frank Jenks      | Horace P. Malloy         |
| Jerome Cowan     | Ace Renaldo              |
| Jonathan Hale    | Kolonel Hammerhead Smith |
| Andrew Tombes    | Dominee Horace           |
| Virginia Brissac | Lavinia Thorndyke        |
| Ruth Lee         | Mevrouw Barton           |
| Ralph Lewis      | Luitenant Randall        |
| Earle Hodgins    | Jonas                    |
| Lois Austin      | Mevrouw Smith            |
| John Valentine   | Majoor Brown             |
| Claire Whitney   | Mevrouw Brown            |
| Frank Stephens   | Kapitein Stein           |